# Lycosa poliostoma
Lycosa poliostoma este o specie de păianjeni din genul Lycosa, familia Lycosidae. A fost descrisă pentru prima dată de C. L. Koch, 1847. Conform Catalogue of Life specia Lycosa poliostoma nu are subspecii cunoscute.